# Activació de producte de Windows
L'activació de producte de Windows  és una mesura anti-pirateria creada per Microsoft Corporation que reforça els acords d'ús de llicència per l'usuari.
Si el sistema operatiu Windows no s'activa en un període determinat de temps, es torna virtualment inutilitzable fins que sigui activat. Si Windows invalida l'activació, entra en una manera de funcionalitat reduïda i l'usuari té un accés al contingut molt limitat fins que s'activi correctament. Tanmateix, a partir del Windows Vista Service Pack 1, es va eliminar el mode de funcionalitat reduïda. A partir del Vista SP1, Windows tan sols avisa periòdicament a l'usuari que la seva còpia de Windows necessita ser activada. A més a més cada hora, el fons d'escriptori canvia a un fons negre.

## Procés d'activació
A partir del Windows XP SP1 al fer la instal·lació, l'usuari ha d'introduir la clau de llicència que li van donar al comprar el producte. Normalment ve juntament amb el certificat d'autenticitat (COA) del producte. Després de la instal·lació, l'usuari és informat del requeriment d'activació del producte en els següents 30 dies. Es pot activar el programari per Internet o manualment per telèfon.
Després calcula i grava un nombre basat en el primer dispositiu de cada tipus trobat durant el procés, i guarda aquest número en el disc dur. Aquesta dada s'envia a Microsoft, juntament amb l'ID del producte. Al Windows XP, a partir del Service Pack 1, el Product Key es transmet també per comprovar que no formi part d'una "llista negra" ja coneguda de "keys" piratejades.

## Versions de Windows amb activació
Tots els usuaris a partir del Windows XP SP1 (excepte les empreses) han de passar pel procés d'activació.
Si un ordinador és d'un fabricant OEM (Dell, HP, etc.) I la còpia original de Windows, que s'està utilitzant, va ser preinstalada pel fabricant, no és necessària l'activació. Aquestes imatges d'instal·lació no fan servir el "product key" (clau de producte) llistat en el certificat d'autenticitat del producte sinó un altre "màster product key" (clau mestra de producte) anomenat "System Locked Preinstallation" (SLP) que enllaça l'activació amb el fabricant de la màquina. Això garanteix que l'activació només serà vàlida en les màquines d'aquest OEM.
Tots els usuaris de Windows Vista han d'activar-lo. No obstant això, les empreses tenen l'opció de tenir els seus propis servidors d'activació que activaran les instal·lacions de Vista sense necessitat de connectar amb Microsoft. Es manté l'ús del "màster product key" de les empreses OEM.

## Raonament de Microsoft
Microsoft proclama que l'activació de producte té els següents beneficis.

### Beneficis per la corporació (segons Microsoft)
- Microsoft pot assegurar que l'usuari fa servir una còpia legal de Windows.
- Microsoft pot restringir l'ús d'algunes característiques, o tot el producte, perquè només puguin usar-lo els usuaris amb el programari validat.
- Microsoft pot reforçar més fàcilment els acords de llicència.
- Microsoft pot reduir les pèrdues per pirateria en fer que usuaris que d'altra manera tindrien un Windows pirata, hagin de comprar una còpia legal.

### Beneficis per al consumidor (segons Microsoft)
- Al llarg del temps, reduir la pirateria suposa que la indústria del programari pot invertir més en el desenvolupament, qualitat i suport dels productes.
- Els consumidors es beneficiaran de l'impacte econòmic derivat de la pirateria reduïda a través de majors ofertes de treball i major retribució.

## Crítiques
L'activació de producte de Windows ha estat criticada per diverses raons:
- Si es fa un canvi important en el maquinari en el qual s'utilitza Windows (P.E.: Placa mare, disc dur), cal reactivar Windows. Això pot incomodar l'usuari si fa modificacions habitualment.
- Després que una còpia en particular de Windows sigui activada, la mateixa clau (product key) no es pot utilitzar per activar Windows en un altre maquinari fins que hagin passat 120 dies o l'usuari truqui per telèfon perquè un agent de Windows li permeti fer l'activació. Això impedeix als usuaris traspassar legítimament la seva llicència Windows a una altra màquina.[2] A diferència d'altres sistemes d'activació de producte utilitzats per altres companyies, en el Windows no es pot desactivar una llicència per poder traspassar a un altre ordinador.
- Els pirates poden evitar-ho modificant el codi del sistema operatiu o si utilitzen un generador de claus, fins i tot pot ser que Windows posi aquesta "clau de producte" a la seva "llista negra" i un usuari que hagi comprat el producte legítimament es vegi perjudicat. Resumint aquest sistema acaba sent un inconvenient només per als usuaris legals.
- Ja que l'activació de Windows és part del sistema operatiu, si la còpia de Windows falla en l'activació i es bloqueja l'accés, s'està bloquejant l'accés també a altres programaris no relacionats amb Microsoft i que no necessiten activació. Alguns crítics creuen que és un abús de poder i autoritat per part de Microsoft. Això s'ha eliminat a partir del Windows Vista Service Pack 1, dfe manera que els usuaris poden seguir utilitzant el sistema. Tot i així, se'ls avisa regularment que Windows necessita ser activat.